# 안영명
안영명(安永命, 1984년 11월 19일 ~ )은 전 KBO 리그 kt 위즈의 투수이자, 현 KBO 리그 kt 위즈의 멘탈코치이다. 그의 형은 전 KBO 리그 한화 이글스의 투수인 안영진이다.

## 선수 시절

### 한화 이글스시절
2003년에 1차 지명을 받아 입단하였다. 2009년 9월 8일 롯데전에서 9이닝 2실점으로 데뷔 첫 시즌 두 자릿수 승을 달성했다. 원래 선발 투수였으나 2010년 시즌에 구위가 떨어져 양승진에게 선발 투수 자리를 내주고 불펜으로 활동했다.

### KIA 타이거즈시절
2010년 6월 8일 장성호, 이동현, 김경언의 트레이드 상대로 박성호, 김다원과 함께 이적하였다. 상대적으로 선발보다 불펜이 약했던 KIA가 그를 요구한 것이었다. 이적 첫 날 등판해 구원 승을 거뒀다. 이후 불펜으로 활동하다가 2011년 2월 12일 FA를 통해 이적한 이범호의 보상 선수로 8개월만에 친정 팀 한화 이글스로 복귀했다. 트레이드된 선수가 1년도 지나지 않아 보상 선수로 원 소속팀에 복귀한 것은 그가 최초였다.

### 한화 이글스복귀
KIA로 이적 전 사용하던 등번호 31번은 송창식이 사용하고 있어 11번을 달았다. 복귀 전에 부상으로 재활해서 2011년에 3경기에만 등판하고 시즌 후 공익근무요원으로 대체 복무했으며, 복무 중 형인 안영진이 팀에서 방출됐다. 2013년 11월 28일에 소집 해제됐다. 2014년 5월 13일 삼성 라이온즈와의 경기에서 4년 만에 다시 선발 등판했다. 2010년 4월 5일 SK 와이번스전 이후 1,449일 만에 선발 등판해 4.2이닝 4실점하며 패전 투수가 됐지만, 가능성을 보여줬다. 2014년 6월 6일 타구에 팔을 맞아 조기 교체된 유창식에 이어 등판해 6이닝 5피안타, 4볼넷, 2탈삼진, 3실점(1자책)을 기록했고 팀이 역전 승을 거둬 복귀 후 1,389일 만에 승리를 거뒀다. 2015년엔 45세까지의 야구를 하겠다는 새로운 목표에 등번호를 45번으로 교체했다. 처음에는 중간 계투로 시즌을 시작했으나 당시 같은 팀이었던 이태양의 팔꿈치 부상으로 인해 선발로 변경했다. 2020년 11월 6일에 방출됐다. 그는 정든 팀을 떠나자 결별했다.

### kt 위즈시절
2020년 11월 20일에 입단하였다. 2022년 6월 15일 은퇴를 선언하였다.

## 야구선수 은퇴 후
2023년부터 kt 위즈의 멘탈코치로 활동한다.

## 출신 학교
- 천안남산초등학교
- 천안북중학교
- 북일고등학교
- 대전대학교

## 에피소드
- 2006년 7월 2일 현대전에서 김동수에게 사사구를 던진 것이 발단이 돼 빈볼 시비와 함께 난투극이 벌어졌고, 주먹을 휘두른 김동수와 함께 퇴장당했다.[6] 이틀 뒤 한국 야구 위원회에서 상벌 위원회를 열어 그와 김동수에게 제재금 200만원, 퇴장당하지는 않았지만 폭력을 휘두른 송진우에게 제재금 100만원을 부과했다.[7]
- 2009년 9월 20일 SK 와이번스와의 경기에서 정근우에게 2점 홈런을 맞은 직후 다음 타자 김재현에게 사사구를 던져 이에 화가 난 김재현이 마운드로 달려들며 벤치 클리어링이 발생했고, 당시 경기 주심인 이영재가 지고 있는 상황에서 고의적으로 빈볼을 던졌다고 판단해 그를 퇴장시켰다.[8]

## 트리비아
- 그는 상대 타자와의 정면 승부를 즐기는 투수지만 너무 지나친 정면 승부로 인해 공이 스트라이크 존으로 몰려 피홈런이 많아졌다. 그의 2009년 시즌 피홈런 개수는 34개로, 1999년 곽현희의 피홈런 개수인 31개를 제치고 단기 시즌 역대 피홈런 1위를 기록했다. 이로 인해 '홈런 공장장'이라고 불렸다.

## 별명
- 2007년 10월 15일 두산 베어스와의 플레이오프 2차전에서 채상병에게 위협구를 던져 맞힌 다음 이종욱의 몸에 맞는 공을 던졌고, 이에 화가 난 이종욱이 그에게 다가가자 벤치 클리어링이 발생했다.[9] 이 때 그가 손짓이 올 테면 와 보라는 듯한 행동을 취했고, 이 때문에 '커먼요(Come On Yo)'라고 불렸다. 그 제스처는 사실 경기를 계속 해야 하기 때문에 심판에게 공을 달라는 제스처였다고 한다.

## 통산 기록
| 연도 | 팀명   | 평균자책점 | 경기 | 완투 | 완봉 | 승 | 패 | 세 | 홀 | 승률  | 타자 | 이닝   | 피안타 | 피홈런 | 볼넷 | 사구 | 탈삼진 | 실점 | 자책점 |
| ---- | ------ | ---------- | ---- | ---- | ---- | -- | -- | -- | -- | ----- | ---- | ------ | ------ | ------ | ---- | ---- | ------ | ---- | ------ |
| 2003 | 한화   | 3.89       | 34   | 0    | 0    | 3  | 0  | 2  | 1  | 1.000 | 191  | 44     | 44     | 6      | 15   | 2    | 26     | 19   | 19     |
| 2004 | 한화   | 6.46       | 8    | 0    | 0    | 0  | 1  | 0  | 0  | 0.000 | 72   | 15.1   | 16     | 1      | 9    | 4    | 7      | 11   | 11     |
| 2005 | 한화   | 6.10       | 10   | 0    | 0    | 0  | 2  | 0  | 0  | 0.000 | 102  | 20.2   | 26     | 3      | 12   | 2    | 14     | 17   | 14     |
| 2006 | 한화   | 3.29       | 32   | 1    | 0    | 3  | 4  | 0  | 5  | 0.429 | 325  | 76.2   | 71     | 9      | 31   | 4    | 48     | 30   | 28     |
| 2007 | 한화   | 3.06       | 61   | 0    | 0    | 1  | 1  | 5  | 15 | 0.500 | 390  | 94     | 78     | 9      | 39   | 4    | 79     | 33   | 32     |
| 2008 | 한화   | 5.31       | 46   | 0    | 0    | 7  | 1  | 2  | 5  | 0.875 | 265  | 57.2   | 56     | 11     | 40   | 4    | 39     | 35   | 34     |
| 2009 | 한화   | 5.18       | 26   | 0    | 0    | 11 | 8  | 0  | 0  | 0.579 | 609  | 140.2  | 148    | 34     | 45   | 7    | 87     | 88   | 81     |
| 2010 | KIA    | 6.75       | 47   | 0    | 0    | 6  | 8  | 3  | 3  | 0.429 | 319  | 69.1   | 80     | 15     | 35   | 3    | 82     | 54   | 52     |
| 2011 | 한화   | 4.15       | 3    | 0    | 0    | 0  | 0  | 0  | 0  | -     | 24   | 4.1    | 7      | 2      | 2    | 0    | 4      | 6    | 2      |
| 2014 | 한화   | 4.52       | 48   | 0    | 0    | 7  | 6  | 4  | 6  | 0.538 | 447  | 97.2   | 114    | 8      | 36   | 13   | 64     | 59   | 49     |
| 2015 | 한화   | 5.10       | 35   | 0    | 0    | 10 | 6  | 0  | 1  | 0.625 | 568  | 125.1  | 137    | 15     | 60   | 11   | 82     | 77   | 71     |
| 2016 | 한화   | 20.25      | 2    | 0    | 0    | 0  | 1  | 0  | 0  | 0.000 | 22   | 2.2    | 9      | 0      | 4    | 0    | 1      | 10   | 6      |
| 2017 | 한화   | 5.75       | 25   | 0    | 0    | 1  | 8  | 0  | 0  | 0.111 | 410  | 87.2   | 123    | 11     | 28   | 5    | 54     | 62   | 56     |
| 2018 | 한화   | 5.73       | 53   | 0    | 0    | 8  | 2  | 0  | 8  | 0.800 | 291  | 66     | 83     | 12     | 15   | 4    | 48     | 44   | 42     |
| 2019 | 한화   | 3.92       | 67   | 0    | 0    | 4  | 7  | 0  | 13 | 0.364 | 273  | 62     | 82     | 5      | 13   | 3    | 48     | 27   | 27     |
| 2020 | 한화   | 5.91       | 39   | 0    | 0    | 1  | 1  | 0  | 1  | 0.500 | 201  | 45.2   | 51     | 9      | 18   | 2    | 34     | 32   | 30     |
| 2021 | kt     | 4.08       | 35   | 0    | 0    | 0  | 0  | 1  | 4  | 0.000 | 145  | 35.1   | 24     | 2      | 11   | 1    | 32     | 17   | 16     |
| 2022 | kt     | 2.70       | 4    | 0    | 0    | 0  | 0  | 0  | 0  | -     | 13   | 3.1    | 3      | 0      | 0    | 0    | 1      | 1    | 1      |
| 통산 | 18시즌 | 4.90       | 575  | 1    | 0    | 62 | 56 | 17 | 62 | 0.521 | 4667 | 1048.1 | 1152   | 152    | 413  | 69   | 750    | 622  | 571    |